# Secrets of the Beehive
Albums de David Sylvian
Gone to Earth
(1986) Plight and Premonition
(1988)
Secrets of the Beehive est le quatrième album solo de David Sylvian, sorti en 1987.

## Titres
Toutes les chansons sont de David Sylvian, sauf mention contraire.

### Album original
1. September – 1:17
2. The Boy With the Gun – 5:19
3. Maria – 2:49
4. Orpheus – 4:51
5. The Devil's Own – 3:12
6. When Poets Dreamed of Angels – 4:47
7. Mother and Child – 3:15
8. Let the Happiness In – 5:37
9. Waterfront – 3:23

L'édition CD originale incluait un dixième titre :
1. Forbidden Colours (Sylvian, Ryuichi Sakamoto) – 6:01

qui n'est autre que la version enregistrée pendant les sessions berlinoises de l'album Brilliant Trees en 83 et qui apparut en 2e face du single Red Guitar en Mai 84,
alors que l'édition japonaise originale du CD incluait à la place Promise (The Cult of Eurydice)

### Titre bonus
L'édition remasterisée de Secrets of the Beehive, parue en 2003, inclut le titre bonus de l'edition japonaise (mais pas Forbidden Colours) :
1. Promise (The Cult of Eurydice) – 3:28

## Musiciens
- David Sylvian : chant, piano, orgue, synthétiseurs, guitare acoustique, bandes
- Ryuichi Sakamoto : orgue, synthétiseurs, piano, arrangements
- Steve Jansen : batterie
- David Torn : guitare électrique, boucles de guitare
- Danny Thompson : contrebasse
- Danny Cummings : percussions
- Phil Palmer : guitare acoustique, guitare slide
- Mark Isham : bugle, trompette
- Brian Gascoigne : arrangements
- Ann O'Dell : arrangements